# 九津見房子
九津見 房子（くつみ ふさこ、1890年10月18日 - 1980年7月15日）は、日本の社会運動家、社会主義者。日本最初の社会主義女性団体「赤瀾会」の創設者の一人。女性として初めて治安維持法により服役し、ゾルゲ事件にも連座して再度入獄した。

## 生涯

### 最初の上京まで
岡山市弓之町に生まれる。九津見家は備前勝山藩・三浦家の血筋につながる藩家老の家柄で、父・又雄は婿養子（旧姓: 内藤）。房子3歳の時に父が離縁されて、祖母のはる・母のうたとの3人の生活になる。生計は岡山医学専門学校産婆看護婦養成所を出ていたうたが産婆として稼ぎ、仏教徒で二刀流剣術や柔術など武芸に長じた武士階級出身だったはるとともに房子を育てた。やがてカトリック教会の付属幼稚園に入るが、房子が赤痢で重篤になった際に「天国に行けるよう」受洗を薦めるフランス人修道女（房子は「ははさま」と慕っていた）を、はるが「自分は極楽に行くつもりだからそうはさせぬ」と拒絶して、幼稚園も移ることになった。だが、幼少期に接したキリスト教の影響は大きく、房子は後年「思想をつちかった土壌」を問われて「まず第一にクリスト教ですね」と返答している。
岡山師範学校付属小学校から県立岡山高等女学校に進む。女学校在籍中に、自宅に同居した医学生から堺利彦が翻訳したエドワード・ベラミーの『百年後の新社会』などを借りて読み、社会主義思想に親しむようになる。この医学生が岡山にあった被差別部落を支援救済する活動にも同行した。また、自宅から至近距離に生家のあった福田英子にも強い関心を抱いた。
16歳の1906年（明治39年）11月に岡山の社会主義者グループ「いろは倶楽部」主催による座間止水の講演を聞き、同郷の山川均を知る。房子は山川が勤務する薬問屋・林源十郎商店の支店などに下級生2人と足しげく通って話を聞き、山川から「今こそわれわれは力を中央に集中して働かねばならない」と言われたことを契機に上京を決意する。また、母が第六高等学校の学生との養子縁組の話を進めようとしていたが、相手が社会主義を嫌っておりこれに同意できなかったことも一因となった。房子は福田英子を頼ることとし、女学校の一級上だった霜山楳乃（霜山精一の妹）に紹介状を書いてもらった。12月中旬、登校するふりをして単身岡山を出発し、大阪駅で山川と合流する形で上京する。

### 帰郷と最初の結婚
東京では角筈（現・新宿区）にあった福田英子の自宅に住み込みを許される。『世界婦人』発行の原稿取りや校正、福田家の家事手伝いをしながら石川三四郎、荒畑寒村、管野スガら社会主義者の人柄に接する。翌1907年1月に郷里の女学校の教師が上京して帰郷を説得したが応じず、3月25日に父が死去すると葬儀出席のため4ヶ月ぶりに実家に戻った。以後、房子は福田と会うことはなく、接触を図った形跡もない。これに関しては、福田が好意を抱いていた石川三四郎と房子の関係を疑い、帰郷を機に房子を遠ざけた旨の推論を斎藤恵子は記している。
帰郷後は母と二人暮らしとなり、ひそかに「いろは倶楽部」のメンバーと会ったりしたが、要監視人物「特別甲号要視察人」として18歳にして尾行を受ける身となる。1910年に起きた幸徳事件で社会主義運動が大きく弾圧される中、房子は1911年に刑死した森近運平の家（現・井原市）まで、悔やみにも出向いた。同年9月に母・うたが死去する。親戚の許に預けられたが、常時尾行がついて回る房子の身の振り方には親戚も困惑し、アメリカ在住の青年との縁談を持ちかける。房子は社会主義思想を堅持する一方、職もなかった。結局、はとこの一人の紹介により、1912年、勝山出身で内村鑑三の教えを受け大阪府で布教活動していた高田集蔵のもとに向かった。高田は当時一燈園の西田天香との親交から仏教的な要素を布教活動に持ち込み、正統なキリスト教からの逸脱を嫌った妻が家を出た状況にあった。1913年に房子は高田と結婚するが、高田は妻との婚姻関係はそのままだったため、内縁であった。結婚当初は中河内郡に暮らし、後に高田の支援者から持ち家の提供を受け兵庫県武庫郡住吉村（現・神戸市東灘区）に移る。
房子は家事のほかに、高田が発行していた新聞『村落通信』の発行・製版・印刷・発送も手伝った。『村落通信』の読者には中里介山・出口王仁三郎ら著名人がおり、その来訪を受けることもあった。また、少年時代の高田博厚も読者で、房子とは長く親交を持つことになる。1914年に長女・一燈子（ひとこ）、1916年に二女・慈雨子（じうこ）をもうける。だが、支援者が病を得て戻ったことで借家を出た。『村落通信』の経営が苦しくなると1917年に印刷機を売却、一家は1918年に東京の巣鴨村池袋に転居した。『村落通信』を再刊したものの、この時期から高田は放浪に出て長く帰らないようになる。房子は松屋呉服店に勤め、高田不在の間に職場に近い家に転居したが、戻ってきた高田に「女は夫を天として服従すべき」となじられたのに対し、「少しは生活のことを手伝ってほしい」と返した。これに高田が「お前は本来、社会主義者なのだから、亭主に生活費を要求する前に雇い主に要求すべき」と応じた。高田には愛人もできており、房子は離別を決意する。1920年に離婚し、2人の娘は当初高田が引き取ったが、まもなく房子の元に戻された。

### 赤瀾会結成
房子の寄宿先の家には高津正道・高瀬清ら暁民会関係者も来訪した。房子も暁民会事務所であった高津の自宅によく訪問した。堺利彦の依頼を受けた高瀬清と三田村四郎から、非合法・秘密出版の『共産党宣言』の筆耕（ガリ版切り）を請け負い、これを機に房子は再度、本格的に社会主義運動に加わる。転居を重ね、巣鴨で三田村四郎およびその兄の一家が暮らす家に同居し、その頃は大杉栄の労働運動社で働いた。
1921年のメーデー参加を目指し、山川の妻・菊栄や堺の娘・真柄らが中心となって日本最初の社会主義女性団体を結成するにあたって房子もこれに加わり、世話人の一人となって「赤瀾会」という名前をつけている。メーデーに向けて赤瀾会の同志が4月29日に専売局の門前でビラを配ろうとして警察に検束された際には、証人として検事局に呼ばれる。労働運動社から出向こうとすると大杉に「ああいうところへ行ったら『知らない』と『忘れた』という以外にいってはだめだ。なんとかとりつくろおうとするとボロが出るから、『知らない』『忘れた』と、それだけでいいんだよ」と言葉をかけられ、それをその後も決して忘れなかったという。メーデー当日は同志とともにデモに参加して検挙された。後年の聞き取りに「これが日本で女が最初に参加したメーデーです」と述べている。
赤瀾会はその後も活動を続けたが、房子は三田村との子どもを宿したことから夏頃に活動を離脱して、当時大阪に住んでいた三田村の元に赴いた。三田村は三田村で社会主義運動に傾倒するあまり、それを嫌った妻が子ども（娘）を置いて家を出ていた。一方、赤瀾会は11月の「暁民共産党事件」に絡んで主だったメンバーが検束されたことで自然消滅する。

### 大阪での活動
房子は三田村の娘を面識のあった出口王仁三郎の元に預け、男児を出産したがこの子どもは1歳を迎えずに消化不良で早世した。なお、三田村とも正式な婚姻は届けなかった。房子は印刷会社で文選工として働きながら組合活動を始め、印刷労働組合を結成して加入した日本労働総同盟（総同盟）では大阪連合婦人部部長として争議支援にも携わった。房子は大杉の影響でアナキズム支持だったが、この時期にボルシェビズムに移った。1923年秋、労働者の産児調節運動の相談で三田村とともに山本宣治と会い、知遇を得る。このとき、山本の門下生だった安田徳太郎とも知り合い、その後も長く親交を持った。産児調節運動には房子自身も関わったが、1924年3月の総同盟全国大会で「産児制限に組合で取り組む」という議案が提出された際には、労働運動と産児調整運動の方向性の違いを理由にこれに反対し（議案は撤回）、その後、雑誌に自らの反対理由を労働運動とは別個の意義を持って進められるべきと説明する記事を寄稿した。4月に総同盟が分裂すると、三田村とともに日本労働組合評議会（評議会）に加わる。大阪評議会婦人部長を務め、評議会総本部への婦人部設置を求めるが、実現しなかった。
房子は運動に従事する一方で家事と育児も担った。1926年春に浜松市の日本楽器争議の支援に三田村らと加わる際は一燈子を堺真柄に、慈雨子を大阪市内でそれぞれ預けた。これ以外にも家庭の都合で転居を重ね、娘たちが小学校の卒業証書も受け取れなかったことを後年「迷惑をかけた」と述懐している。1926年12月に三田村が第二次共産党に入党すると、房子は評議会を離れて三田村の支援に回り、慈雨子は前夫の高田に、一燈子は鍋山貞親の妻・歌子に預け、1927年に三田村とともに再度上京した。

### 最初の服役まで
東京では三田村が共産党の非合法活動をおこない、房子は三田村とともに「地下生活」を送った。まもなく一燈子を呼び寄せたが、一燈子は三田村から自身も含めて架空の名前や親族関係（房子は「叔母」）を称するように命じられる。東京では活動の秘匿のために再び転居を繰り返した後、1928年1月に、北海道の組織担当となった三田村を追う形で一燈子とともに札幌市に移った。札幌では機関紙『北海道労働者』の発行を一燈子とともに手伝い、自宅で開かれる三田村と同志の会合にも顔を出した。しかし、4月に三・一五事件の余波で一燈子とともに逮捕される。一燈子は拘束の間、わざと房子に聞こえる場所で拷問を受けたといい、40日を経て釈放された。房子も厳しく拷問されたが自供はせず、女性初の治安維持法適用により懲役4年の判決を受け控訴するも、1929年12月に棄却されると札幌刑務所で服役した。

### ゾルゲ事件での再逮捕
1933年6月24日に刑期満了で出所した房子は直ちに上京する。服役中に三田村が1929年の四・一六事件で逮捕されており、まだ獄中にあった。房子の帰京の約2週間前に佐野学と鍋山貞親はいわゆる「転向声明」を発表していた。市ヶ谷刑務所で房子の面会を受けた三田村は共産党の組合指導の誤りと「日本の現状にそくした戦術」の必要性を語り、房子はその内容を『改造』に「獄窓にて三田村四郎はかく語る」というタイトルで発表する。だが、それにより三田村は「裏切り者」扱いを受け、党関係者からの支援を受けられなくなった。房子は安田徳太郎に生活の支援を受けながら、転向服役・出獄者の世話に取り組んだ。三田村の再審も支援し、一審より減刑されたものの刑期満了後も予防拘禁により敗戦まで拘束を受けた。
1936年、高倉輝から宮城与徳の情報収集支援を依頼される。宮城をコミンテルンの人間と紹介された房子は、コミンテルンに異論はあっても世界唯一の社会主義国ソ連を守り日本との戦争を防ぐという考えで同意した。房子は北海道で三田村と運動に参加した山名正実を宮城に紹介した。宮城は房子と情報収集という理由だけでなくしばしば会い、「おばさん」と呼んで慕った。だが、宮城は1941年10月にゾルゲ事件で逮捕され、姿を消した宮城の自宅を見に行ったところを房子も逮捕される。取り調べに対して房子は「存じません」だけで通し、宮城の供述調書を見せられ「こんなにみんなわかっているんだから、今さら匿してもしようがない」と言われても黙秘した。ただ、警察官から（諜報はコミンテルンではなく）「赤軍第4部の仕事」と告げられたことには衝撃を受け、後年「わたしもコミンテルンの命令を至上命令と思ってやってきましたが、今日になって思えば、ソ連の国家的エゴイズムがあると思います」「それで自分たちのやったことが、どれだけの値うちがあるのか、わからないのです」と述懐した。
房子は懲役8年の実刑判決を受け、和歌山刑務所で服役した。山根徳太郎や、房子の家に出入りして宮城と親交を持った田口右源太も連座して逮捕され、ともに有罪判決（山根は執行猶予）を下されている。和歌山刑務所では、房子の名を聞き知っていた服役囚の山代巴と知り合い、その後も房子が死没するまで交友を保った。また房子の独房から斜め向かいの房に、やはりゾルゲ事件で逮捕された北林トモが収容されていた。房子は図書婦をしていた山代に北林への図書差し入れを依頼したが、クリスチャンの北林は聖書以外は拒絶したという。北林は健康を害して1945年1月に仮出所し、まもなく死去した。

### 戦後
終戦後に三田村は釈放される。房子もまた1945年10月に連合国最高司令官（SCAP）による思想犯釈放命令を受け、弁護士から乗車券が送られてから出所、帰京して三田村と再会する。戦後再建された日本共産党から1946年の第22回衆議院議員総選挙に立候補するよう勧誘を受けるも、房子はこれを断った。ゾルゲ事件によりスパイと呼ばれることは受け入れる覚悟だったが、それで共産党に迷惑をかけるべきではないと考えたからである。一方、戦前に指導者だった三田村は転向の責任を問われて共産党には復党できず、民主人民戦線（山川均ら）や日本労働組合会議などの組織に加わり、1950年からは民主社会主義連盟に参加して反共労働運動を指揮・推進した。ふたたび生活を共にした房子は、三田村の経営する印刷所の仕事をこなし、家事を切り盛りして一時は慈雨子と孫、三田村の甥、三田村の娘と孫などを同居させた。三田村と別の女性との間に子どもができたりしても家庭生活を続ける房子の境遇は、三田村の反共的運動と相まって、房子を知る人からは憐れみをもって見られた。
1964年に三田村が死去すると小平霊園に墓を建てて供養に通った。一方、自身の墓所は九津見家の故地である勝山と決めていた。1979年に立川市の老人ホームに入所し、翌年脳溢血で倒れて一週間後に病院で死去した。勝山の安養寺にある墓碑は、山代巴の揮毫によるものである。

## 評価
若くして社会主義・労働運動に身を投じたことから、運動に携わった時代には新聞でも名を挙げられ、1923年に郷里の岡山県で起きた藤田農場小作争議の応援に大阪から赴いた際の大阪朝日新聞記事には、「とにかく大阪では一番しっかりした女と評してよかろう」という評が記されている。
山辺健太郎は労働運動時代の房子について「九津見さんはそういう仕事（オルガナイザー）はできない人だった。おばさんみたいで、ふんわりしていて、なんとなく人望があって、三田村君をずいぶんやわらげていますね。当時は夫人の活動家というのが少ないでしょう。中心にはなるけど、リーダーにはならない。（中略）九津見さんは品のいい人だった。みんなから慕われていた。これという特別の活動はやらなかったと思います。」と述べている。この時代について房子自身は「当時の女は活動するとか、名をあげるとかいうのでなく、みんな男を支える役割に甘んじていたわけです」と語り、小宮山富恵は「大阪時代の九津見さんは、わたしの目には先頭に立って何かをしてゆくというタイプには見えませんでした。子ども二人をかかえ、三田村さんの世話をしていたのだから、当たり前でしょうね。（中略）いま思えば、そんな九津見さんの身になって、もっと力をかしてあげなかったのは、なんという気のきかないことだろうと、くやんでいます。」と話した。
房子は著書を残さず、また戦後はわずかな例外を除いて沈黙を守り、聞き書きも容易には公表を許さなかった。房子の評伝を著した斎藤恵子は「房子は行動的だが控えめで羞じらい（はじらい）を持っていた。自分がやったのだといい募ることはしない。二度も投獄されてもめげず闘ったが、その奥ゆかしさが忘れられた原因なのかもしれない。」と評している。

## 引用
房子：「わたしの思想はキリスト教社会主義です。わたしの思想はこれを一歩も出ていないのです。厳密に言うとマルクス主義者ではありません」  
一燈子：「母は自分というものがないんですよ」（房子の長女談。江刺昭子のインタビューに応えて）